# Hadruroides galapagoensis
Espèce
Synonymes
- Hadruroides maculatus galapagoensis Maury, 1975

Hadruroides galapagoensis est une espèce de scorpions de la famille des Caraboctonidae.

## Distribution
Cette espèce est endémique des îles Galápagos en Équateur.

## Description
Le mâle holotype mesure 30,5 mm et la femelle paratype 32,0 mm.

## Systématique et taxinomie
Cette espèce a été décrite sous le protonyme Hadruroides maculatus galapagoensis par Maury en 1975. Elle est élevée au rang d'espèce par Baert, Maefait et Desender en 1995.

## Étymologie
Son nom d'espèce, composé de galapago[s] et du suffixe latin -ensis, « qui vit dans, qui habite », lui a été donné en référence au lieu de sa découverte, les îles Galápagos.

## Publication originale
- Maury, 1975 : Escorpiones y escorpionismo en el Perú IV: Revisión del género Hadruroides Pocock, 1893 (Scorpiones, Vejovidae). Revista Peruana de Entomología, vol. 17, no 1, p. 9–21 (texte intégral).